# Gorgonidium striatum
Gorgonidium striatum är en kallaväxtart som beskrevs av Hett., Ibisch och Eduardo G. Gonçalves. Gorgonidium striatum ingår i släktet Gorgonidium och familjen kallaväxter.
Artens utbredningsområde är Bolivia. Inga underarter finns listade.